# مختبر دريبر
مختبر دريبر Draper Laboratory هي منظمة بحث وتطوير أمريكية غير هادفة للربح ، يقع مقرها الرئيسي في كامبريدج ، ماساتشوستس ؛ اسمها الرسمي هو The Charles Stark Draper Laboratory، Inc (يُختصر أحيانًا باسم CSDL ). المختبر متخصص في تصميم وتطوير ونشر الحلول التكنولوجية المتقدمة لمشاكل الأمن القوميالأمريكي واستكشاف الفضاء والرعاية الصحية والطاقة.
تأسس المختبر في عام 1932 من قبل تشارلز ستارك دريبر في معهد ماساتشوستس للتكنولوجيا (MIT) لتطوير أجهزة الطيران ، وأصبح يسمى مختبر أجهزة MIT . خلال هذه الفترة ، اشتهر المختبر بتطوير كمبيوتر توجيه أبولو ، وهو أول كمبيوتر قائم على دوائر متكاملة من السيليكون . تم تغيير اسم المختبر لمؤسسها في عام 1970 ، وانفصل عن معهد ماساتشوستس للتكنولوجيا في عام 1973 لتصبح منظمة مستقلة غير ربحية.
تشمل خبرة طاقم المختبر مجالات وأنظمة التوجيه والملاحة والتحكم ؛ حوسبة متسامحة خوارزميات وأنظمة برمجية متقدمة ؛ النمذجة وال [[محاكاة]] والأنظمة الكهروميكانيكية الدقيقة وتكنولوجيا الوحدات متعددة الرقائق.

## التاريخ

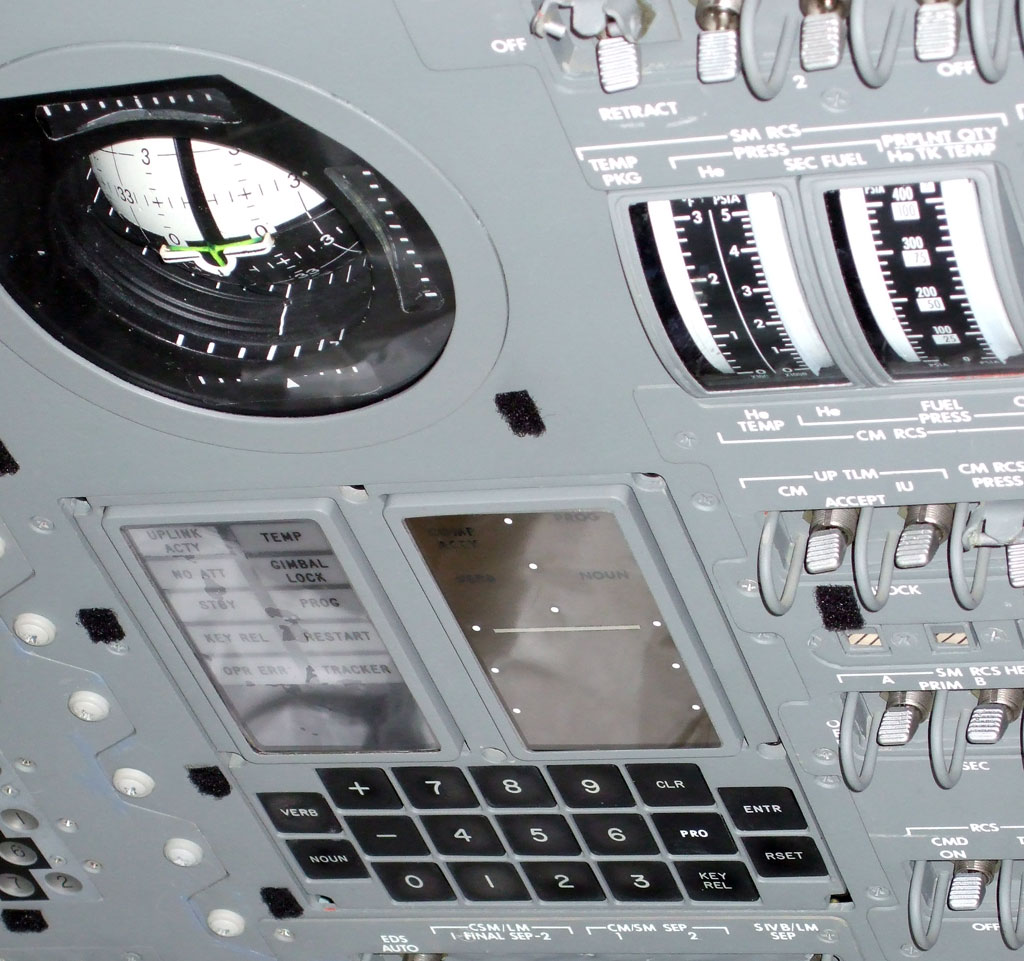
واجهة العرض ولوحة المفاتيح (DSKY) لحاسوب توجيه أبولو Apollo Guidance Computer ، المُثبت على لوحة التحكم في وحدة الأوامر ، مع مؤشر تموضع الطيران (FDAI) أعلاه.

في عام 1932 ، أسس تشارلز ستارك درابر ، أستاذ الطيران في معهد ماساتشوستس للتكنولوجيا ، مختبرًا تعليميًا لتطوير الأجهزة اللازمة لتتبع الطائرات والتحكم فيها والتنقل بها. خلال الحرب العالمية الثانية ، عُرف مختبر درابر باسم مختبر تطوير الأدوات السرية . في وقت لاحق ، تم تغيير الاسم إلى MIT Instrumentation Laboratory أو I-Lab . اعتبارًا من عام 1970 ، كان يقع في 45 شارع أوزبورن في كامبريدج.
تمت إعادة تسمية المختبر لمؤسسه في عام 1970 وظل جزءًا من معهد ماساتشوستس للتكنولوجيا حتى عام 1973 عندما أصبح مؤسسة بحث وتطوير مستقلة غير هادفة للربح. نشأ الانتقال إلى شركة مستقلة عن ضغوط سحب الاستثمارات من مختبرات معهد ماساتشوستس للتكنولوجيا التي تقوم بأبحاث عسكرية في وقت حرب فيتنام ، على الرغم من عدم وجود دور للمختبر في تلك الحرب.
نظرًا لأنه تم تجريده من معهد ماساتشوستس للتكنولوجيا ، تم نقل المختبر في البداية إلى 75 كامبريدج باركواي والمباني الأخرى المتناثرة بالقرب من معهد ماساتشوستس للتكنولوجيا ، حتى انشاء مبنى جديد على مساحة 450,000 قدم مربع (42,000 م2) واصبح مقره في 555 ميدان التكنولوجيا . تم افتتاح المجمع ، الذي صممه Skidmore، Owings & Merrill (شيكاغو) ، في عام 1976 (أعيدت تسميته لاحقًا "مبنى روبرت إيه دافي" في عام 1992).
في عام 1984 ، تبلغ مساحة المبنى الجديد 170,000 قدم مربع (16,000 م2) تم افتتاح مبنى Albert G. Hill في شارع One Hampshire ، ومتصل عبر الشارع بالمبنى الرئيسي عبر جسر علوي للمشاة مغلق بإحكام. ومع ذلك ، في عام 1989 ، اضطرت شركة Draper Lab إلى خفض قوتها العاملة التي تزيد عن 2000 إلى النصف ، من خلال مزيج من التقاعد المبكر والاستنزاف والتسريح القسري للعمال. كان هذا الانكماش الحاد بسبب التخفيضات في تمويل الدفاع ، والتغييرات في قواعد التعاقد الحكومية. رداً على ذلك ، وسعت درابر عملها لمعالجة الأهداف الوطنية غير الدفاعية في مجالات مثل استكشاف الفضاء ، وموارد الطاقة ، والطب ، والروبوتات ، والذكاء الاصطناعي ، واتخذت أيضًا تدابير لزيادة عملها غير الحكومي ،  ونما في النهاية إلى 1400 موظف خلال العقد.
في عام 2017 ، تم تحويل فناءا كان مفتوحًا سابقًا بين المباني الأصلية إلى مساحة ردهة مغلقة تبلغ 20,000 قدم مربع (1,900 م2) ؛ ردهة متعددة الطوابق لاستيعاب المسح الأمني والاستقبال والمناطق شبه العامة ومساحة المعارض المؤقتة ومرافق تناول الطعام للموظفين. تتميز المساحة الداخلية المفتوحة والمتجددة الهواء ، التي صممها مهندسو بوسطن بجدار أخضر ومقاعد وفيرة.
كان التركيز الأساسي لبرامج المختبر على مدار تاريخه هو التطوير والتطبيق المبكر لتقنيات التوجيه والملاحة والتحكم المتقدمة (GN&C) لتلبية احتياجات وزارة الدفاع الأمريكية ووكالة ناسا . تشمل إنجازات المختبر تصميم وتطوير أنظمة توجيه دقيقة وموثوقة للصواريخ الباليستية التي يتم إطلاقها من تحت سطح البحر ، بالإضافة إلى كمبيوتر توجيه أبولو الذي وجه رواد فضاء أبولو إلى القمر والعودة بأمان إلى الأرض. ساهم المختبر في تطوير أجهزة الاستشعار بالقصور الذاتي والبرمجيات والأنظمة الأخرى لـ GN & C للطائرات التجارية والعسكرية والغواصات والصواريخ الاستراتيجية والتكتيكية والمركبات الفضائية والمركبات غير المأهولة.
تضمن مشروع أبولو عملًا قام به مبرمجون مثل دون آيلز ، ومارجريت هاميلتون ، وهال لانينج ، الذين قاموا بترميز برنامج المهمة على متن المركبة للهبوط على سطح القمر لأبولو 11 . كانت أنظمة GN & C القائمة على القصور الذاتي أساسية للتنقل بغواصات الصواريخ الباليستية لفترات طويلة من الوقت تحت البحر لتجنب الكشف ، وتوجيه صواريخها الباليستية التي تطلق من الغواصات إلى أهدافها ، بدءًا من برنامج الصواريخ UGM-27 Polaris .

## المواقع
مختبر دريبر له مواقع في عدة مدن أمريكية:
- كامبريدج ، ماساتشوستس (المقر الرئيسي)
- هيوستن ، تكساس في مركز ناسا جونسون للفضاء ، بالإضافة إلى مكتب منفصل
- ريستون ، مكتب خدمة عملاء فيرجينيا ريستون
- واشنطن العاصمة واشنطن نافي يارد
- هانتسفيل ، ألاباما في مركز مارشال لرحلات الفضاء التابع لناسا ، بالإضافة إلى مكتب منفصل
- سانت بطرسبرغ ، مرفق فلوريدا السريع للنماذج الأولية
- بيتسفيلد ، ماساتشوستس مرفق الإصلاح المتكامل للبحرية الأمريكية
- كيب كانافيرال ، فلوريدا مرفق الدعم الفني لبرنامج التوجيه الإرشادي للبحرية الأمريكية

## المجالات الفنية

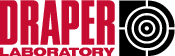
أكد الشعار الأصلي على تقنية الملاحة والتوجيه ؛ قام المختبر منذ ذلك الحين بتنويع مجالات خبرته

وفقًا لموقعها على الويب ، يطبق طاقم المختبر خبراتهم على الأنظمة الجوية والبرية والبحرية والفضائية المستقلة ؛ تكامل المعلومات أجهزة الاستشعار والشبكات الموزعة ؛ ذخائر دقيقة التوجيه ؛ الهندسة الطبية الحيوية؛ والدفاع الكيميائي / البيولوجي؛ ونمذجة نظم الطاقة وإدارتها. علاوة على ذلك ،فعند الحاجة يعمل مختبر دريبر مع الشركاء لنقل تقنيتهم إلى الإنتاج التجاري.
يشمل المختبر سبعة مجالات للخبرة الفنية:
- الأنظمة الإستراتيجية: تطبيق خبرة التوجيه والملاحة والتحكم (GN&C) على التقنيات الهجينة المدعومة بنظام تحديد المواقع العالمي (GPS) والملاحة البحرية وأمن الأسلحة الاستراتيجية.
- أنظمة الفضاء: بصفتها "شريك تطوير التكنولوجيا في وكالة ناسا ووكيل انتقالها لاستكشاف الكواكب" ، فقد تم تطوير GN&C وأدوات علمية عالية الأداء. كما تتناول الخبرة قطاع الفضاء للأمن القومي.
- الأنظمة التكتيكية: تطوير منصات الاستخبارات البحرية والمراقبة والاستطلاع (ISR) ، وتوجيه الذخائر المصغرة ، وأنظمة الإيصال الجوي الموجهة للعتاد ، وأنظمة دعم اتخاذ القرار والمادية التي تركز على الجنود ، وتأمين الإلكترونيات والاتصالات ، وتوجيه الاعتراض المبكر للمشاركة في الدفاع الصاروخي .
- البرامج الخاصة: تطوير المفهوم ، والنماذج الأولية ، والإنتاج منخفض السعر ، والدعم الميداني للأنظمة الأولى من نوعها ، المرتبطة بالمجالات التقنية الأخرى.
- الأنظمة الطبية الحيوية: الأنظمة الكهروميكانيكية الدقيقة (MEMS) ، وتطبيقات الموائع الدقيقة للتكنولوجيا الطبية ، والأجهزة الطبية الذكية المصغرة.
- Air Warfare و ISR: تقنية استخباراتية لتطبيقات الاستهداف والتخطيط المستهدف.
- حلول الطاقة: إدارة موثوقية وكفاءة وأداء المعدات عبر أنظمة توليد واستهلاك الطاقة المعقدة ، بما في ذلك محطات الطاقة التي تعمل بالفحم أو محطة الفضاء الدولية .

## مشاريع بارزة

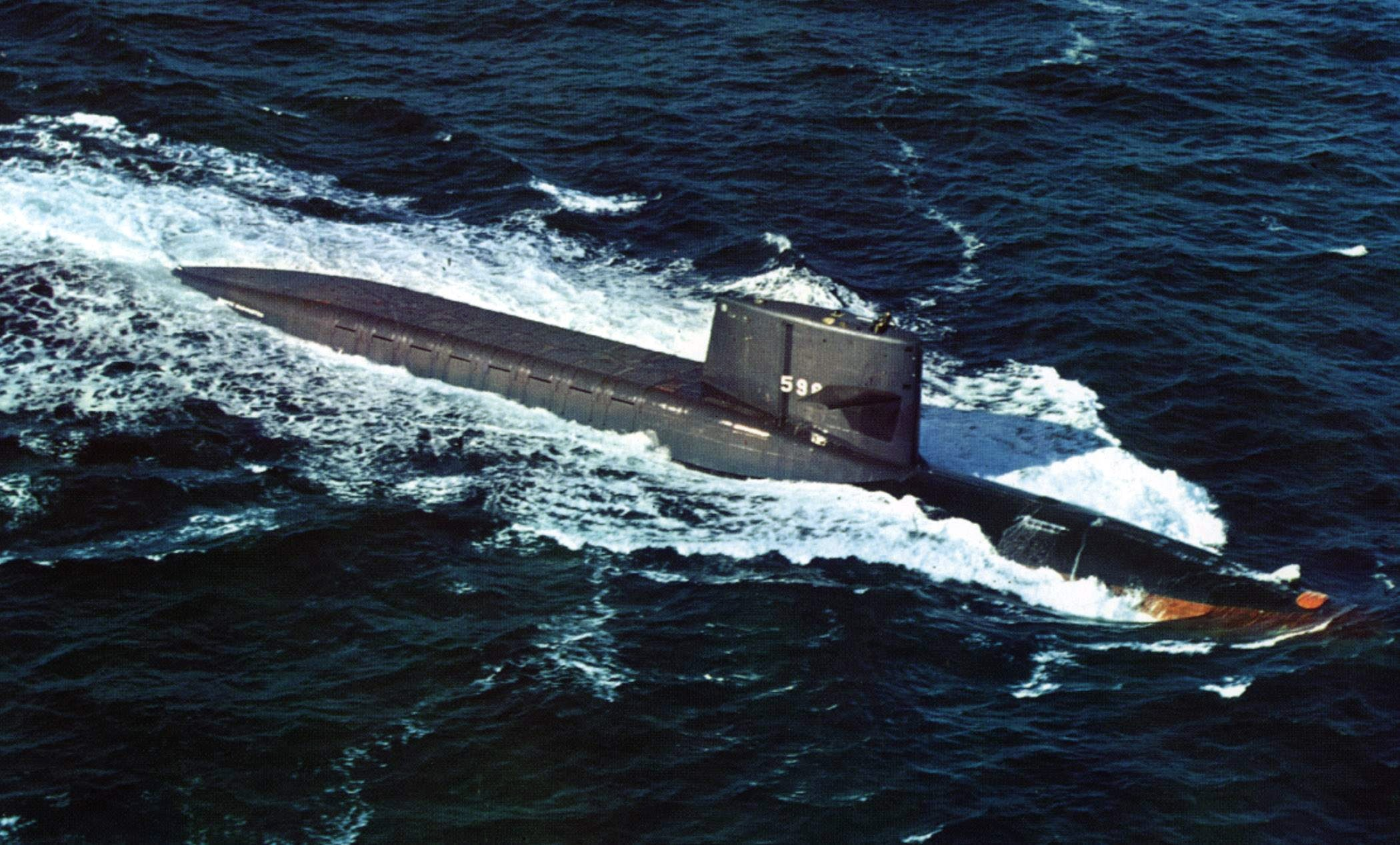
اعتمدت على الملاحة بالقصور الذاتي أثناء غمرها واعتمدت صواريخ UGM-27 Polaris على التوجيه بالقصور الذاتي للعثور على أهدافها.

أشارت مجالات المشروع التي ظهرت في الأخبار إلى الخبرة الأساسية لمختبر درابر في الملاحة بالقصور الذاتي ، حتى عام 2003. في الآونة الأخيرة ، تحول التركيز إلى البحث في موضوعات الملاحة الفضائية المبتكرة ، والأنظمة الذكية التي تعتمد على أجهزة الاستشعار وأجهزة الكمبيوتر لاتخاذ قرارات مستقلة ، والأجهزة الطبية النانوية.

### الملاحة بالقصور الذاتي
درس طاقم المختبر طرق دمج المدخلات من نظام تحديد المواقع العالمي (GPS) في نظام الملاحة القائم على نظام الملاحة بالقصور الذاتي من أجل خفض التكاليف وتحسين الموثوقية. لا يمكن لأنظمة الملاحة بالقصور الذاتي العسكرية (INS) الاعتماد كليًا على توافر القمر الصناعي لنظام تحديد المواقع العالمي (GPS) لتصحيح المسار (وهو أمر ضروري من خلال النمو التدريجي للخطأ أو "الانجراف") ، بسبب خطر الحجب العدائي للإشارة أو تشويشها. عادةً ما يعني نظام القصور الذاتي الأقل دقة نظامًا أقل تكلفة ، ولكنه يتطلب إعادة معايرة متكررة للموضع من مصدر آخر ، مثل GPS. تصنف الأنظمة التي تدمج GPS مع INS على أنها "غير مترابطة" (ما قبل 1995) ، أو "متصلة بإحكام" (1996-2002) ، أو "متكاملة بشدة" (2002 فصاعدًا) ، اعتمادًا على درجة تكامل الأجهزة. اعتبارًا من 2006 ، كان من المتصور أن العديد من الاستخدامات العسكرية والمدنية سوف تدمج GPS مع INS ، بما في ذلك إمكانية قذائف المدفعية بنظام متكامل بعمق يمكنه تحمل 20.000 جرام ، عند إطلاقه من مدفع.

### الملاحة الفضائية

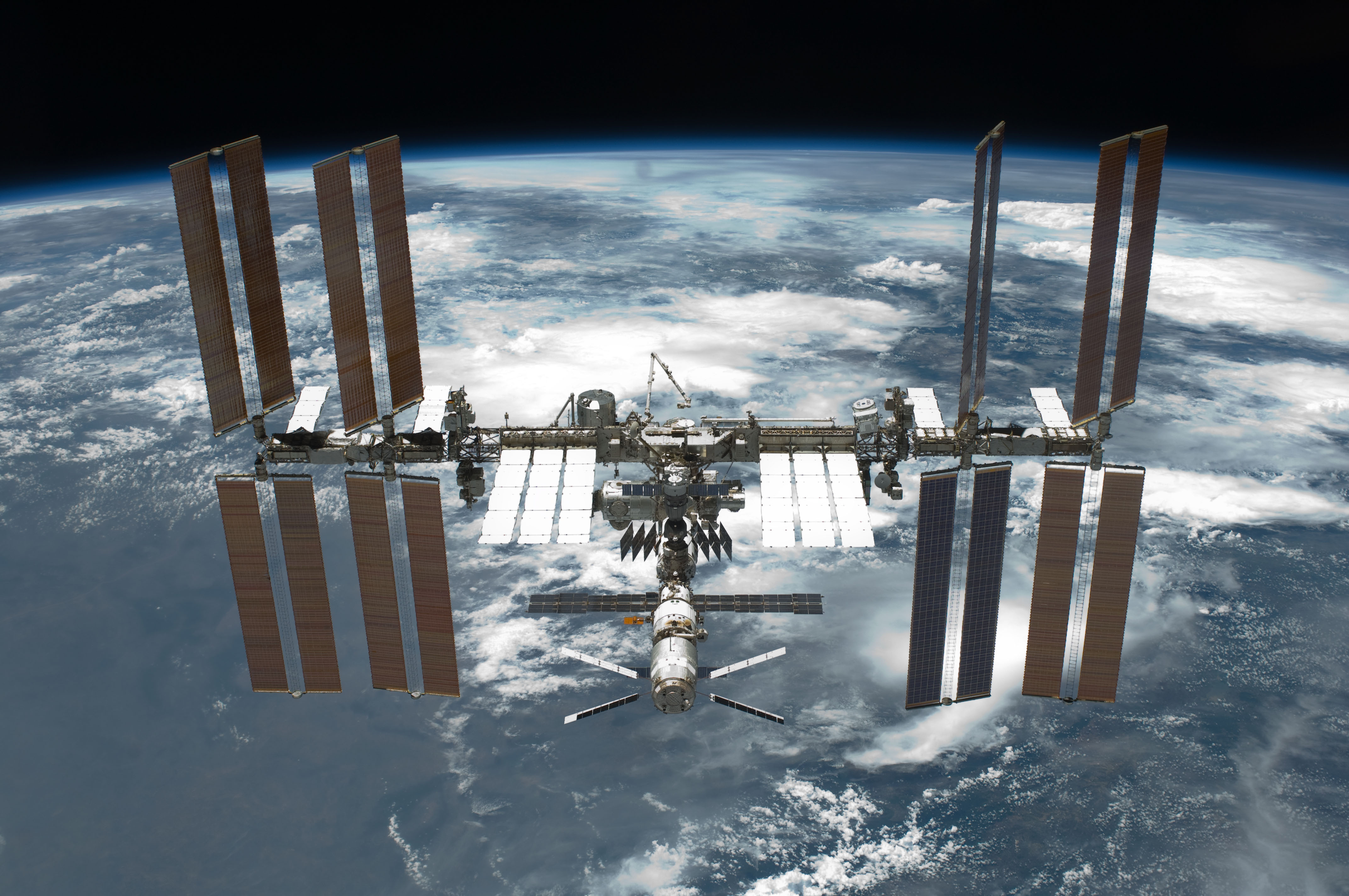
يستخدم تشغيل محطة الفضاء الدولية العديد من تقنيات مختبر Draper.

في عام 2010 ، تعاون مختبر دريبر ومعهد ماساتشوستس للتكنولوجيا مع شريكين آخرين كجزء من فريق Next Giant Leap للفوز بمنحة لتحقيق جائزة Google Lunar X ، حيث أرسل أول روبوت ممول من القطاع الخاص إلى القمر. للتأهل للحصول على الجائزة ، يجب أن يسافر الروبوت لمسافة 500 متر عبر سطح القمر ونقل الفيديو والصور والبيانات الأخرى إلى الأرض. طور فريق "جهاز محاكاة الأرض القمري والجاذبية المنخفضة" لمحاكاة العمليات في بيئة الفضاء ، باستخدام خوارزمية التوجيه والملاحة والتحكم الخاصة بمختبر درابر لتقليل الجاذبية.
في عام 2012 ، طور مهندسو Draper Laboratory في هيوستن ، تكساس طريقة جديدة لتحويل محطة الفضاء الدولية ، تسمى "مناورة الدفع الأمثل" ، والتي حققت توفيرًا بنسبة 94 بالمائة مقارنة بالممارسات السابقة. تأخذ الخوارزمية في الاعتبار كل ما يؤثر على كيفية تحرك المحطة ، بما في ذلك "موضع دافعاتها وتأثيرات الجاذبية وعزم الدوران الجيروسكوبي".
اعتبارًا من 2013, at a personal scale, Draper was developing a garment for use in orbit that uses Controlled Moment Gyros (CMGs) that creates resistance to movement of an astronaut's limbs to help mitigate bone loss and maintain muscle tone during prolonged space flight. The unit is called a Variable Vector Countermeasure suit, or V2Suit, which uses CMGs also to assist in balance and movement coordination by creating resistance to movement and an artificial sense of "down". Each CMG module is about the size of a deck of cards. The concept is for the garment to be worn "in the lead-up to landing back on Earth or periodically throughout a long mission".
في عام 2013 ، كان فريق درابر / معهد ماساتشوستس للتكنولوجيا / ناسا يطور أيضًا بدلة فضاء مدعمة من CMG من شأنها أن توسع القدرات الحالية لـ "المساعدة المبسطة لإنقاذ EVA" (SAFER) التابعة لناسا - وهي بدلة فضاء مصممة "للإنقاذ الذاتي الدافع" يصبح رائد الفضاء بطريق الخطأ غير مقيد من مركبة فضائية. ستوفر البدلة المعززة CMG قوة مضادة أفضل مما هو متاح الآن عندما يستخدم رواد الفضاء أدوات في بيئات منخفضة الجاذبية. القوة المضادة متاحة على الأرض من الجاذبية. بدونها ، ستؤدي القوة المطبقة إلى قوة متساوية في الاتجاه المعاكس ، إما في خط مستقيم أو في الدوران. في الفضاء ، قد يؤدي ذلك إلى خروج رائد فضاء عن نطاق السيطرة. حاليًا ، يجب على رواد الفضاء تثبيت أنفسهم على السطح الجاري العمل عليه. ستوفر CMGs بديلاً للتوصيل الميكانيكي أو قوة الجاذبية.

### خدمات الحمولة التجارية القمرية
في 29 نوفمبر 2018 ، تم تسمية مختبر دريبر كمقاول تجاري لخدمات الحمولة القمرية من قبل وكالة ناسا ، مما يجعله مؤهلاً لتقديم عطاءات لتسليم حمولات العلوم والتكنولوجيا إلى القمر لصالح وكالة ناسا. اقترح مختبر دريبر رسميًا مركبة هبوط على سطح القمر تسمى Artemis-7 . وأوضحت الشركة أن الرقم 7 يشير إلى مهمة المسبار القمرية السابعة التي سيشارك فيها مختبر دريبر، بعد ستة عمليات إنزال أبولو على سطح القمر. يعتمد مخطط الهبوط على تصميم شركة يابانية تسمى ispace ، وهي عضو في فريق دريبر في هذا المشروع. يشمل المقاولون الموكلون في هذا المشروع شركة General Atomics التي ستصنع المسبار ، وشركة Spaceflight Industries ، التي سترتب خدمات الإطلاق لمركبة الهبوط.

### أنظمة ذكية
يطور باحثو دريبر أنظمة ذكاء اصطناعي للسماح للأجهزة الروبوتية بالتعلم من أخطائها ، وهذا العمل يدعم العمل الممول من DARPA والمتعلق بنظام القتال المستقبلي للجيش. ستسمح هذه الإمكانية للحكم الذاتي الذي يتعرض لإطلاق النار بمعرفة أن هذا الطريق خطير والعثور على طريق أكثر أمانًا أو التعرف على حالة الوقود وحالة الضرر. اعتبارًا من 2008 ، ورد أن بول ديبيتو قاد مجموعة الروبوتات المعرفية في المختبر في هذا المضمار .
اعتبارًا من 2009, the US Department of Homeland Security funded Draper Laboratory and other collaborators to develop a technology to detect potential terrorists with cameras and other sensors that monitor behaviors of people being screened. The project is called Future Attribute Screening Technology (FAST). The application would be for security checkpoints to assess candidates for follow-up screening. In a demonstration of the technology, the project manager Robert P. Burns explained that the system is designed to distinguish between malicious intent and benign expressions of distress by employing a substantial body research into the psychology of deception.
اعتبارًا من عام 2010 ، قاد نيل آدمز ، مدير برامج الأنظمة التكتيكية لمختبر دريبر ، تكامل أنظمة برنامج وكالة مشاريع الأبحاث الدفاعية المتقدمة (DARPA) لمركبة نانو الجوية (NAV) لتصغير منصات الاستطلاع الجوية. يستلزم ذلك إدارة المركبات والاتصالات وأنظمة التحكم الأرضية التي تسمح للمركبات نانو الجوية بالعمل بشكل مستقل لحمل حمولة مستشعر وتحقيق المهمة المقصودة. يجب أن تعمل مركبات نانو الجوية في المناطق الحضرية مع توفر إشارة GPS قليلة أو معدومة ، معتمدين على أجهزة استشعار وأنظمة قائمة على الرؤية.

### أنظمة طبية

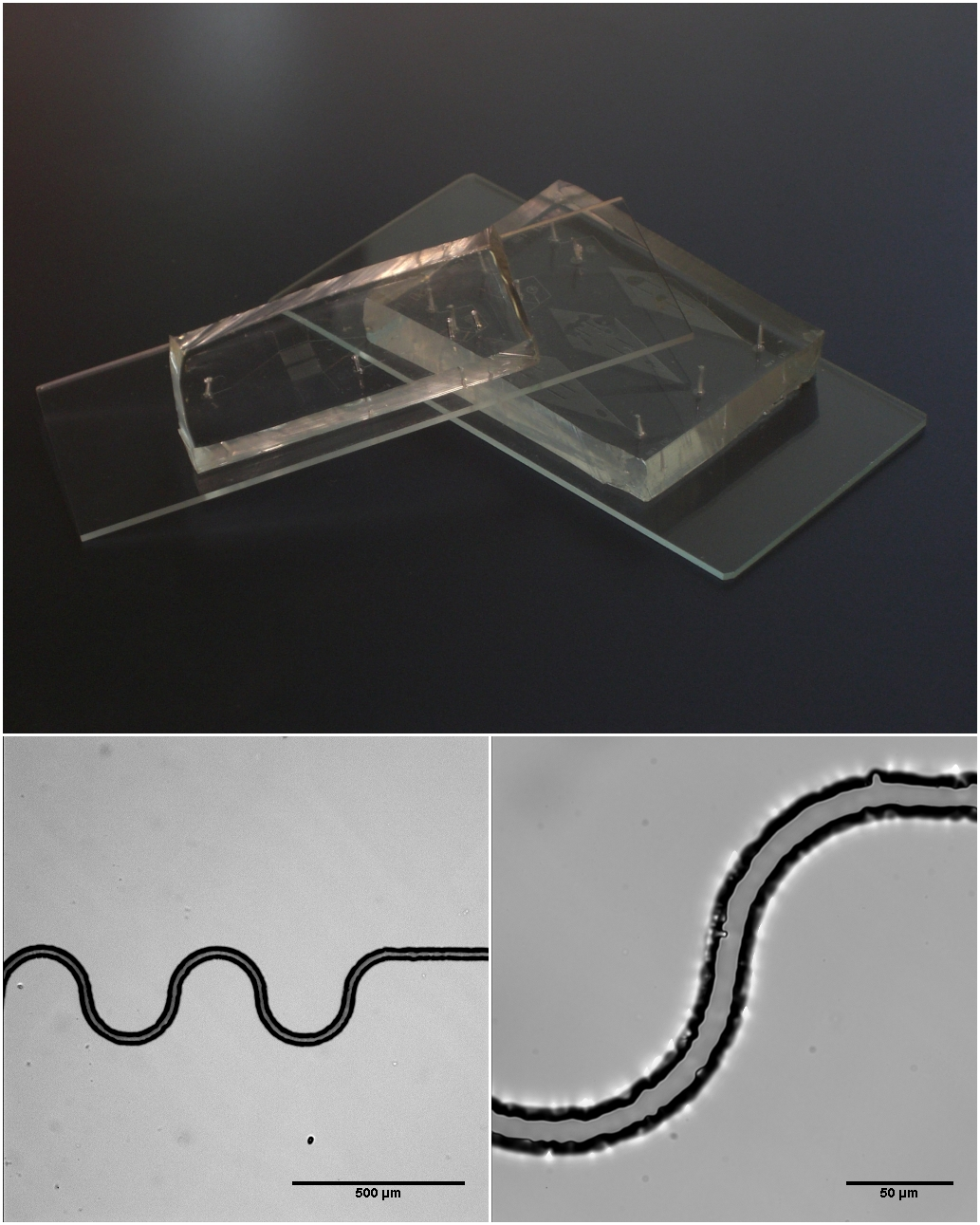
تتمتع أجهزة ميكروفلويديك بإمكانية الزرع في البشر لتقديم العلاجات التصحيحية.

في عام 2009 ، تعاون دريبر مع مستوصف ماساتشوستس للعين والأذن لتطوير جهاز قابل للزرع لتوصيل الأدوية ، والذي "يدمج جوانب النظم الكهروميكانيكية الدقيقة ، أو MEMS ، مع الموائع الدقيقة ، مما يتيح التحكم الدقيق في السوائل على نطاقات صغيرة جدًا". الجهاز عبارة عن "آلة مرنة مملوءة بالسوائل" ، تستخدم أنابيب تتمدد وتتقلص لتعزيز تدفق السوائل عبر القنوات بإيقاع محدد ، مدفوعة بمضخة صغيرة الحجم ، والتي تتكيف مع المدخلات البيئية. النظام ، الذي تموله المعاهد الوطنية للصحة ، قد يعالج فقدان السمع عن طريق إيصال "كميات ضئيلة من الدواء السائل إلى منطقة حساسة للغاية من الأذن ، ستسمح الغرسة للخلايا الحسية بإعادة النمو ، وفي النهاية استعادة سمع المريض".
اعتبارًا من 2010, Heather Clark of Draper Laboratory was developing a method to measure blood glucose concentration without finger-pricking. The method uses a nano-sensor, like a miniature tattoo, just several millimeters across, that patients apply to the skin. The sensor uses near-infrared or visible light ranges to determine glucose concentrations. Normally to regulate their blood glucose levels, diabetics must measure their blood glucose several times a day by taking a drop of blood obtained by a pinprick and inserting the sample into a machine that can measure glucose level. The nano-sensor approach would supplant this process.

## ابتكارات بارزة
عمل موظفو المختبر في فرق لإنشاء أنظمة ملاحة جديدة تعتمد على التوجيه بالقصور الذاتي وعلى أجهزة الكمبيوتر الرقمية لدعم الحسابات اللازمة لتحديد الموقع المكاني.
- مارك 14 Gunsight (1942) - دقة محسّنة في رؤية البمدافع المضادة للطائرات المستخدمة على متن السفن البحرية في الحرب العالمية الثانية [36]
- معدات مرجعية بالقصور الذاتي في الفضاء (SPIRE) (1953) - ملاحة ذاتية بالقصور الذاتي للطائرات أثبت المختبر جدواها في سلسلة من اختبارات الطيران في عام 1953.[20][37]
- نظام Laning and Zierler (1954: يُطلق عليه أيضًا "George") - مترجم لحساب الجبر مبكر ، صممه هال لانينغ و نيل زيلر.[38]
- توجيهات Q - طريقة لتوجيه الصواريخ تم تطويرها بواسطة هال لانينج و ريتشارد باتين [39]
- Apollo Guidance Computer - أول كمبيوتر تم نشره لاستغلال تكنولوجيا الدوائر المتكاملة للملاحة ، والملاحة المستقلة في الفضاء وعلى متن طائرة مستقبلا[40]
- الطيران الرقمي بالسلك - نظام تحكم يسمح للطيار بالتحكم في الطائرة دون الاتصال ميكانيكيًا بأسطح التحكم في الطائرة [41]
- الحوسبة المتسامحة مع الأخطاء — استخدام العديد من أجهزة الكمبيوتر يعمل على مهمة في وقت واحد. في حالة فشل أي من أجهزة الكمبيوتر ، يمكن للآخرين تولي قدرة حيوية عندما تكون سلامة طائرة أو نظام آخر على المحك.
- التقنيات الكهروميكانيكية الدقيقة ( MEMS ) - أنظمة ميكانيكية دقيقة أتاحت أول جيروسكوب دقيق ميكانيكي.[42]
- خوارزميات الأنظمة المستقلة - الخوارزميات ، التي تتيح الالتقاء المستقل والالتحام للمركبة الفضائية ؛ أنظمة للمركبات تحت الماء
- نظام تحديد المواقع العالمي (GPS) مقترنًا بنظام الملاحة بالقصور الذاتي - وسيلة للسماح بالتنقل المستمر عندما تنتقل السيارة أو النظام إلى بيئة محظورة باستخدام نظام تحديد المواقع العالمي (GPS) [19]

## برامج التوعية
يستخدم مختبر دريبر بعض موارده لتطوير المواهب الفنية والتعرف عليها من خلال البرامج التعليمية والمعارض العامة. كما ترعى جائزة تشارلز ستارك دريبر ، وهي واحدة من ثلاث جوائز سُميت "جوائز نوبل للهندسة" التي تديرها الأكاديمية الوطنية الأمريكية للهندسة .

### المعارض

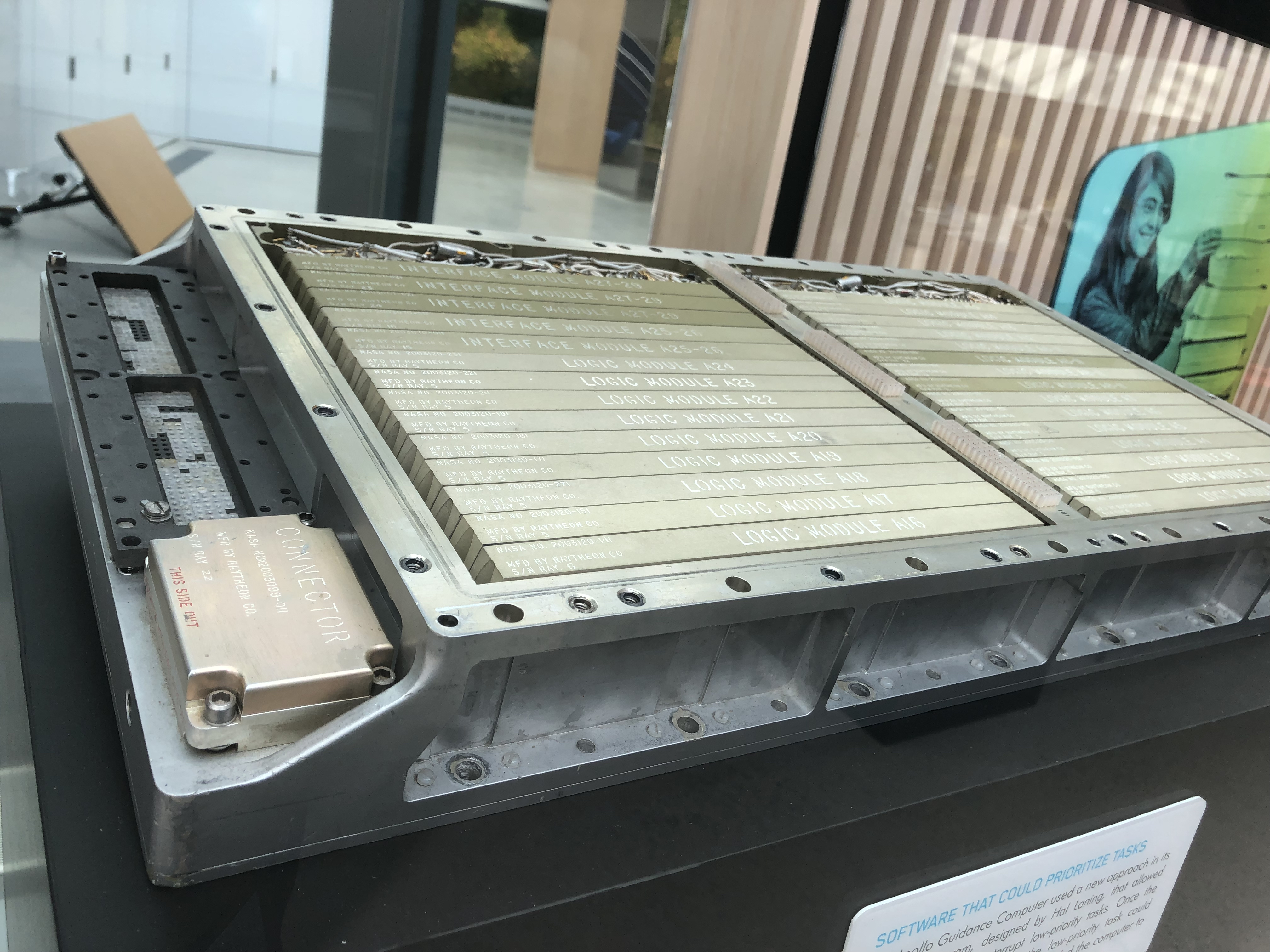
Apollo Guidance Computer في معرض Hack the Moon ، مع صورة رائدة البرمجيات مارغريت هاميلتون في أعلى اليمين

من وقت لآخر ، يستضيف مختبر دريبر معارضا وفعاليات مجانية مفتوحة للجمهور ، والتي يتم تقديمها في أماكن شبه عامة خاصة في مقدمة الردهة المركزية في مبنى Duffy الرئيسي. على سبيل المثال ، في عام 2019 ، قدم Draper Hack the Moon ، وهو احتفال بالذكرى الخمسين لهبوط أبولو على القمر لأول مرة في 20 يوليو 1969 . تضمن المعرض القطع الأثرية ، مثل أجهزة الكمبيوتر توجيه أبولو التي تم تطويرها في دريبر ، وبرنامج المهمة الذي طوره موظفو دريبر بما في ذلك دون إليس و مارغريت هاملتون و هال لانينج . يمكن للزوار التدرب على هبوط وحدة Apollo Lunar على جهاز محاكاة برمجي ، ثم محاولة الهبوط أثناء الركوب داخل محاكي حركة بالحجم الكامل مثل الذي يستخدمه رواد الفضاء لممارسة المهمة الفعلية. أقيمت المحادثات التي أجراها موظفو دريبر والمتقاعدون ، وحفلات موسيقية عامة مجانية في الاحتفالات. تم إنشاء موقع Hack the Moon خاص لإحياء ذكرى الاحتفال.
سلطت معارض أخرى الضوء على جوانب مختلفة من المشاريع البحثية التي أجريت في دريبر ، بما في ذلك معلومات حول فرص العمل. يجب على جميع الزوار المرور عبر ماسح أمني مشابه لتلك المستخدمة في المطارات ، لكن التصاريح الأمنية الخاصة غير مطلوبة للوصول إلى المناطق شبه العامة.

### التعليم التقني
يرعى برنامج Draper Fellow للتدريب القائم على الأبحاث حوالي 50 طالب دراسات عليا كل عام. يتم تدريب الطلاب لشغل المناصب القيادية في الحكومة والجيش والصناعة والتعليم. يدعم المختبر أيضًا الأبحاث الممولة داخل الحرم الجامعي مع أعضاء هيئة التدريس والمشرفين الرئيسيين من خلال برنامج البحث والتطوير بالجامعة. يوفر فرص عمل وتدريب للطلاب الجامعيين.
يجري مختبر دريبر نظام STEM (العلوم والتكنولوجيا والهندسة والرياضيات) من مرحلة رياض الأطفال وحتى الصف الثاني عشر وبرنامج التوعية لتثقيف المجتمع الذي تم إنشاؤه في عام 1984. في كل عام يوزع المختبر أكثر من 175000 دولار من خلال برامج العلاقات المجتمعية. تشمل هذه الأموال دعم التدريب الداخلي والتعاونيات والمشاركة في مهرجانات العلوم وتوفير الجولات والمتحدثين - وهي امتداد لهذه المهمة.
اعتبارًا من 2021, Draper Laboratory also sponsors Draper Spark!Lab, at the National Museum of American History on the National Mall in Washington, DC. The hands-on invention workspace operated by the Smithsonian Institution is free to all visitors, and focuses on educational activities for children aged 6 to 12 years.

### جائزة درابر
تمنح الشركة جائزة تشارلز ستارك دريبر ، التي تديرها الأكاديمية الوطنية للهندسة . يتم منحها "تقديرًا للإنجازات الهندسية المبتكرة واختصارها في الممارسة بطرق أدت إلى فوائد مهمة وتحسين كبير في رفاهية وحرية الإنسانية". الإنجازات في أي تخصص هندسي مؤهلة للحصول على جائزة 500,000 دولار.

## أنظر أيضًا
- قائمة مختبرات الكليات الأمريكية التي تجري أبحاث الدفاع الأساسية